# Aa Mølle
Aa Mølle är en av Nationalmuseet kulturskyddad vattenkvarn, som ligger vid Nissum Bredning i Gudum socken i Lemvigs kommun i Västjylland i Danmark. Kvarnen var i drift till 1953 och blev byggnadsminne 1959. 
Kvarnens historia går tillbaka till slutet av 1400-talet, då abbedissan på Gudum Kloster lät anlägga en kornkvarn. Den tidigare kvarnen låg från början en halv kilometer längre österut än den nuvarande platsen. Den var en underfallskvarn. Den ödelades av en stormflod 1839 och en ny kvarn, en bröstfallskvarn återuppfördes på nuvarande plats. Också mjölnarens bostadshus byggdes 1839. År 1889 byggdes bostadshuset ut med en flygel i väster. 
Kvarnhuset är byggt i korsvirke med halvvalmat stråtak. Sockeln består av kallmurad natursten.
Kvarnen är fortfarande funktionsduglig. I kvarnen finns olika inventarier bevarade, som kvarnar, mjölsiktar, en triör, stjärn- och kronhjul, havrevalsar och en stenkran.
Aa Mølle köptes av Nationalmuseet 1964. Den restaurerades 1965–1975 och överlämnades därefter till Lemvigs kommun, som i sin tur sålde den 1978 till Foreningen Danske Møllers Venner. 
Mellan 1994 och 1999 genomförde Gudum Sogneforening och Foreningen Danske Møllers Venner en större restaurering och byggde en ny kvarndamm, ungefär hälften så stor som den tidigare. Vattnet tas från en borrad brunn.